# Lot 17 (Île-du-Prince-Édouard)
Lot 17 est un canton dans le comté de Prince, Île-du-Prince-Édouard, Canada. Il fait partie de la Paroisse Richmond.

## Population
- 448 (recensement de 2001)[1]
- 563 (recensement de 2006)[1]
- 548 (recensement de 2011)[2]

## Communautés
Incorporé :
- Linkletter
- Miscouche
- Summerside

Non-incorporé :
- Sherbrooke